# Eunice dubitatus
Eunice dubitatus är en ringmaskart som beskrevs av Fauchald 1974. Eunice dubitatus ingår i släktet Eunice och familjen Eunicidae. Inga underarter finns listade i Catalogue of Life.